# Dihep di Nkam FC
 Dihep di Nkam Football Club w skrócie  Dihep di Nkam FC – kameruński klub piłkarski grający niegdyś w kameruńskiej pierwszej lidze, mający siedzibę w mieście Yabassi.

## Sukcesy
- Puchar Kamerunu[1]:
  - zwycięstwo (1): 1984.

## Występy w afrykańskich pucharach
| Sezon | Rozgrywki                 | Runda | Kraj   | Klub                     | Dom | Wyjazd | Dwumecz |
| ----- | ------------------------- | ----- | ------ | ------------------------ | --- | ------ | ------- |
| 1985  | Puchar Zdobywców Pucharów | 1     | Angola | CD Primeiro de Agosto    | 3–0 | 0–1    | 3–1     |
| 1985  | Puchar Zdobywców Pucharów | 2     | Benin  | AS Dragons FC de l’Ouémé | 2–0 | 0–1    | 2–2     |

## Stadion
Domowe mecze klub rozgrywa na stadionie o nazwie Stade Municipal de Yabassi w Yabassi. Stadion może pomieścić 2000 widzów.